# Korunk Könyvei
A Korunk Könyvei 1933–1934-ben a Korunk-kiadványok keretében kiadott újabb sorozat; a szövegek előzőleg a Korunkban láttak napvilágot, s a szedést felhasználva kerültek önállóan forgalomba. A sorozatnak három füzete jelent meg:
1. Jeszenszky Erik: Kapitalizmus és külkereskedelem (1933)
2. Sándor Pál: Fasiszta munkakódexek (1934)
3. Varga László: A zsidókérdés és a cionizmus (1934)

A sorozattal egyidejűleg, de külön jelent meg Illyés Gyula nevének kezdőbetűivel jelzett Hősökről beszélek c. elbeszélő költeménye (1933).